# Duque de Albuquerque
Duque de Albuquerque é um título nobiliárquico criado por D. Luís I de Portugal, por Decreto e Carta de 19 de Maio de 1886, em favor de D. João Afonso da Costa de Sousa de Macedo, 4.º Visconde de Mesquitela de juro e herdade, 2.° Conde de Mesquitela, 12.° Armeiro-Mor do Reino e 12.° Armador-Mor do Reino.
Titulares
1. D. João Afonso da Costa de Sousa de Macedo, 1.° Duque de Albuquerque, 4.º Visconde de juro e herdade e 2.º Conde de Mesquitela, 12.° Armeiro-Mor do Reino, 12.° Armador-Mor do Reino.

Após a Implantação da República Portuguesa, e com o fim do sistema nobiliárquico, usou o título: 
1. D. Luís Alberto Oulman da Costa de Sousa de Macedo, 2.° Duque de Albuquerque, 9.º Visconde de juro e herdade e 7.º Conde de Mesquitela, 17.° Armeiro-Mor do Reino, 17.° Armador-Mor do Reino.